# AEK-971
AEK-971는 세르게이 콕샤로프가 설계한 러시아의 돌격 소총이다. AEK-971는 5.45 x 39 mm 탄과 AK-74용 탄창을 사용한다. 반동 균형 매커니즘(recoil balancing mechanism)을 가지고 있어 자동 사격시 명중률이 높다.
KORD 6P67은 2014년 12월 23일에 개발된 AEK-971의 변형으로 AEK-971에서 많은 수정을 거친 총기이다. 스페츠나츠에서 사용중인 것으로 추정된다.

## 변형

### AEK-971S
AEK-971의 개량형으로 3점사 기능이 추가되었다.

### AEK-972
5.56 × 45 mm NATO탄을 사용하는 AK100계열의 총기이다.

### AEK-973
7.62 x 39 mm탄을 사용하는 버전이다.

#### AEK-973S
AEK-973의 개량형으로 3점사 기능이 추가되었다.

## 같이 보기
- AK-74
- AK-101
- AK-103
- AN-94
- AO-63